# Däwren Qusaýınov
Däwren Qusaýınov (in kazako Дәурен Құсайынов?, in russo Даурен Джолдыбаевич Кусаинов?, Dauren Džoldybaevič Kusainov; 10 aprile 1984) è un calciatore kazako, attaccante dell'Oqjetpes.